# سانتا كروز دي لا سالكيدا
بلدية سانتا كروز دي لا سالكيدا (بالإسبانية: Santa Cruz de la Salceda)‏, هي إحدى بلديات مقاطعة برغش, التي تقع في منطقة قشتالة وليون, والتي تقع في شمال غرب إسبانيا.
يبلغ عدد سكانها 175 نسمة وفقاً لإحصائية سنة (2002).